# Saint-Julien-Molin-Molette
Saint-Julien-Molin-Molette è un comune francese di 1 241 abitanti situato nel dipartimento della Loira della regione dell'Alvernia-Rodano-Alpi.

## Società

### Evoluzione demografica
Abitanti censiti